# 1034 Mozartia
Az 1034 Mozartia (ideiglenes jelöléssel 1924 SS) a Naprendszer kisbolygóövében található aszteroida. Vlagyimir Albickij fedezte fel 1924. szeptember 7-én.